# Васильев, Денис (фигурист)
Денис Васильев (латыш. Deniss Vasiļjevs; род. 9 августа 1999, Даугавпилс) — латвийский фигурист, выступающий в одиночном катании. Бронзовый призёр чемпионата Европы (2022), победитель «челленджера» Nebelhorn Trophy (2020), четырёхкратный чемпион Латвии (2016—2018, 2020) и участник Олимпийских игр (2018, 2022).
По состоянию на 30 марта 2025 года занимает 15-е место в рейтинге Международного союза конькобежцев (ИСУ).

## Карьера
Денис родился в 1999 году в Даугавпилсе. Фигурным катанием занимается с 2002 года. Первые выступления среди новичков показали его самобытность и высокий класс. Среди юниоров он дебютировал в олимпийский сезон 2013/2014 года. На юниорском чемпионате мира в Софии его выступление было самым лучшим для Латвии за всё время. Васильев сумел завоевать право на следующий чемпионат заявить двух одиночников. Впоследствии он и на венгерский чемпионат добился этого права.[стиль]
На юниорских сериях Гран-при он дебютировал осенью 2013 года. В двух этапах он сумел удержаться в десятке лучших. В конце года он выиграл первенство Латвии среди юниоров и получил право стартовать на юниорском мировом чемпионате. На следующий год в августе на юниорском этапе Гран-при во Франции он финишировал четвёртым. Также четвёртым он был и на этапе в Эстонии в сентябре. В конце года он стал двукратным чемпионом Латвии среди юниоров. Это позволило ему принять участие в Таллине на юниорском мировом чемпионате, где он занял самое высокое место для Латвии за всё время участия этих спортсменов.
Осенью 2015 года Васильев очень неплохо выступал[стиль] в юниорской серии Гран-при, и лишь немного не хватило ему удачи выйти в финал. Однако он был первым запасным на барселонском финале Гран-при среди юниоров. Начал выступления среди взрослых фигуристов. В конце 2015 года уверенно выиграл чемпионат Латвии. В конце января в Словакии дебютировал на европейском чемпионате, где ему немного не хватило баллов чтобы войти в десятку. В середине февраля Денис выступал в Норвегии на юношеских Олимпийских играх. Не совсем удачно откатал короткую программу, однако выиграл произвольную, при этом он улучшил свои прежние достижения не только в произвольной программе, но и в сумме. В смешанной команде на юношеской Олимпиаде Денис вместе с венгеркой Фружиной Мегдеши, китайскими парниками Гао Юмень и Ли Боуэн, канадскими танцорами Маржори Лажуа и Закари Лагой выиграл бронзовую медаль и улучшил своё прежнее достижение в произвольной программе. Через месяц Денис выступал в Дебрецене на юниорском чемпионате мира. После короткой программы латвийский фигурист занимал третье место (превысил своё прежнее достижение), но провалил произвольную и в итоге занял только восьмое место. В начале апреля на мировом чемпионате в Бостоне латвийский фигурист выступил относительно удачно и занял место в числе пятнадцати лучших. При этом он превзошёл своё прежнее спортивное достижение в короткой программе.

### Сезон 2016—2017
За несколько дней до начала предолимпийского 2016/17 сезона Денис заявил, что он меняет тренера и переходит к швейцарцу Стефану Ламбьелю. В начале ноября Васильев начал новый предолимпийский сезон на этапе Гран-при в Москве, где на Кубке Ростелекома занял предпоследнее место. Намного лучше в конце ноября он выступил на заключительном этапе Гран-при в Саппоро, где занял место в середине турнирной таблицы и улучшил свои достижения в произвольной программе и в общей сумме. В конце января латвийский фигурист вновь улучшил свои прежние достижения в произвольной программе и по сумме баллов. Он выступал в Остраве на европейском чемпионате и уверенно занял седьмое место. В конце марта он выступил на мировом чемпионате в Хельсинки, где фигуристу удалось занять место во второй десятке. При этом он сумел пройти квалификацию на предстоящую Олимпиаду в Южной Корее и улучшил все свои прежние спортивные достижения.

### Олимпийский сезон
В сентябре латвийский одиночник начал олимпийский сезон 2017/18 в Бергамо, где на Кубке Ломбардии он финишировал рядом с пьедесталом. Через месяц он выступил в серии Гран-при на российском этапе, где фигурист финишировал в середине таблицы. Ему удалось улучшить своё прежнее достижение в короткой программе. Через три недели стартовал на японском этапе серии Гран-при, где финишировал в середине турнирной таблицы. При этом ему удалось незначительно улучшить своё прежнее достижение в произвольной программе. В начале декабря Денис в очередной раз стал чемпионом страны. В январе на чемпионате Европы в Москве занимал промежуточное третье место после коротких программ, а после произвольных закончил на четвёртом месте, обновив на турнире все личные рекорды. Так же Денис совершил свою первую попытку исполнить четверной прыжок (тулуп) в официальных соревнованиях, однако успеха в этой попытке не добился. В середине февраля в Канныне на личном турнире Олимпийских игр прибалтийский одиночник выступил неудачно. Он финишировал в конце второй десятки фигуристов.

### Сезон 2018—2021
Сезон 2018—2019 сложился для фигуриста не очень удачно. Денис занял седьмое и восьмое места на этапах Гран-При. На чемпионате Европы в Минске стал одиннадцатым, а на чемпионате мира в Сайтаме — двадцать первым.
В сезоне 2019—2020 на этапе Гран-при в Канаде занял пятое место, на этапе в России — шестое. На чемпионате чемпионате Европы в Граце после короткой программы занимал 5-е место, в произвольной программе стал седьмым, в общем зачёте расположился на шестом месте. Спортсмен должен был выступить на чемпионате мира 2020 года, однако из-за пандемии коронавируса турнир был отменён.
В сезоне 2020—2021 на соревновании Nebelhorn Trophy в немецком Оберстдорфе Васильев впервые в карьере удачно приземлил четверной прыжок — сальхов. На этом же турнире завоевал золотую медаль. На чемпионате мира в Стокгольме занял восемнадцатое место и сумел квалифицироваться на Олимпийские игры в Пекине.

### Второй олимпийский сезон
Новый сезон 2021/22 Васильев начал на турнире Asian Open, где занял четвёртое место. На этапе Гран-при в Турине занял четвёртое место. На своём втором этапе Гран-при Internationaux de France после короткой программы занимал 2-е место. В произвольной программе допустил ошибки и стал лишь седьмым, в общем зачёте расположился на четвёртом месте. В декабре выступил на турнире серии «челленджер» Золотой конёк Загреба, где занял 4-е место, уступив лишь 0,90 баллов бронзовому призёру Джимми Ма.
На чемпионате Европы в Таллине без ошибок исполнил короткую программу и занимал шестое место по её итогам. В произвольной программе показал лучший результат в своей карьере, чисто исполнил все элементы и улучшил все свои предыдущие результаты. По итогам двух программ набрал 272,08 баллов и завоевал бронзовую медаль чемпионата Европы. Это достижение стало историческим: Васильев завоевал первую в истории Латвии медаль чемпионата Европы по фигурному катанию.
На Олимпийских играх в Пекине выступил не так успешно. В короткой программе он стал шестнадцатым, по итогам произвольной — двенадцатым, а в общем зачёте расположился на тринадцатом месте. На чемпионате мира занял 13 место, как и в следующем году.

### Сезон 2024—2025
На Чемпионате мира в 2024 году был восьмым и в короткой, и в произвольной, но в итоге по сумме баллов занял 7 место. Взял бронзу на Nebelhorn Trophy 2024 и серебро на Shanghai Trophy-2024. Стабильно выступал в этапах Гран-при 2024—2025: пятое место на Skate America, седьмое в Китае. На чемпионате Европы (снова в Таллинне) стал шестым. На Чемпионате мира в 2025 году провалил короткую программу, набрав только 79,99 балла и заняв 16 место, в произвольной выступил лучше 172,27 балла и 9 место, но в итоге стал лишь одиннадцатым.

## Программы
| Сезон     | Короткая программа | Произвольная программа | Показательные номера |
| --------- | --- | --- | --- |
| 2024—2025 | - «Helix» Justice хореография: Стефан Ламбьель | - «Баядерка» Людвиг Минкус хореография: Стефан Ламбьель, Вадим Мунтагиров                                                                                                   | |
| 2023—2024 | - «Hallelujah» Леонард Коэн в исполнении Томаса Файнера хореография: Ше-Линн Бурн | - «Король Лев»: - «The Rightful King» Ханс Циммер - «He Lives in You» Лебо М. - «Blues Deluxe» Джо Бонамасса хореография: Стефан Ламбьель                                   | - «In the Air» Александра Стрелиски - «In the Air Tonight» Фил Коллинз в исполнении Джудит Хилл                                                  |
| 2022—2023 | - «Englishman in New York» Стинг хореография: Саломе Бруннер | - «Симфония № 9» Антонин Дворжак хореография: Стефан Ламбьель | - «Dos Oruguitas» (из мультфильма «Энканто») Лин-Мануэль Миранда в исполнении Себастьяна Ятра - «Midnight Sky» Майли Сайрус в исполнении Momento |
| 2021—2022 | - «Sarakizz: II. Romanza» Карл Дженкинс в исполнении Марата Бисенгалиева и Лондонского симфонического оркестра - «The Battle Drums» (саундтрек из аниме «Принцесса Мононоке») Дзё Хисаиси хореография: Стефан Ламбьель | - «Ромео и Джульетта» Сергей Прокофьев хореография: Стефан Ламбьель, Катерина Шалкина                                                                                       | - «Iron» Woodkid хореография: Сара Долан - «It's A Sin» Years & Years и Элтон Джон хореография: Стефан Ламбьель                                  |
| 2020—2021 | - «Le Grand Tango» Гидон Кремер хореография: Стефан Ламбьель | - «Ромео и Джульетта» Сергей Прокофьев хореография: Стефан Ламбьель, Катерина Шалкина                                                                                       | |
| 2019—2020 | - «Two Men In Love» The Irrepressibles хореография: Сара Долан - «Bloodstream» Tokio Myers | - «Lotus Feet» Стив Вай хореография: Стефан Ламбьель | - «Bloodstream» Tokio Myers |
| 2018—2019 | - «Papa Was a Rollin’ Stone» Норман Уитфилд и Барретт Стронг в исполнении Фила Коллинза хореография: Стефан Ламбьель                                                                                                   | - «Последний самурай»: - «A Way of Life» - «Red Warrior» - «A Hard Teacher» - «Idyll's End» Ханс Циммер - «Strobe's nanafushi (Satori Mix)» Kodō хореография: Кента Кодзири | - «Iron» Woodkid хореография: Сара Долан |
| 2017—2018 | - «Recondita armonia» Джакомо Пуччини хореография: Стефан Ламбьель | - «Put the Blame On Mame» Doctor 3 - «Anyone to Love» Майкл Бубле - «Sway» Майкл Бубле хореография: Стефан Ламбьель                                                         | - «They Live in You» (из мюзикла «Король Лев») Марк Манчина, Джей Рифкин хореография: Стефан Ламбьель                                            |
| 2016—2017 | - «Voodoo Child» Стиви Рэй Вон хореография: Стефан Ламбьель | - «Времена года» Антонио Вивальди в исполнении Макса Рихтера хореография: Стефан Ламбьель                                                                                   | - «Bring Him Home» (из мюзикла «Отверженные») Джош Гробан хореография: Стефан Ламбьель                                                           |
| 2015—2016 | - «Puttin' On the Ritz» Ирвинг Берлин в исполнении Тако Окерси, Робби Уильямса хореография: Бенуа Ришо | - «Adagio for Tron» (саундтрек из фильма «Трон: Наследие») Daft Punk хореография: Бенуа Ришо                                                                                | - «Puttin' On the Ritz» Ирвинг Берлин в исполнении Тако Окерси, Робби Уильямса хореография: Бенуа Ришо                                           |
| 2014—2015 | - «Jazz Machine» Black Machine - «Hey! Pachuco!» (из фильма «Маска») хореография: Бенуа Ришо | - «Adagio for Tron» (саундтрек из фильма «Трон: Наследие») Daft Punk хореография: Бенуа Ришо                                                                                | - «Heart Upon My Sleeve» - «Shame On Me» Авичи                                                                                                   |
| 2013—2014 | - «Jazz Machine» Black Machine - «Hey! Pachuco!» (из фильма «Маска») хореография: Бенуа Ришо | - «Щелкунчик» Пётр Ильич Чайковский хореография: Бенуа Ришо | |

## Спортивные достижения
| Соревнования/Сезон | 13/14         | 14/15         | 15/16         | 16/17         | 17/18         | 18/19         | 19/20         | 20/21         | 21/22         | 22/23         | 23/24         | 24/25         |
| Международные | Международные | Международные | Международные | Международные | Международные | Международные | Международные | Международные | Международные | Международные | Международные | Международные |
| --- | ------------- | ------------- | ------------- | ------------- | ------------- | ------------- | ------------- | ------------- | ------------- | ------------- | ------------- | ------------- |
| Зимние Олимпийские игры |               |               |               |               | 19            |               |               |               | 13            |               |               |               |
| Чемпионат мира |               |               | 14            | 14            | 6             | 21            | С             | 18            | 13            | 13            | 7             | 11            |
| Чемпионат Европы |               |               | 12            | 7             | 4             | 11            | 6             |               | 3             | 5             | 6             | 6             |
| Этап Гран-при: Rostelecom Cup |               |               |               | 11            | 8             |               | 6             |               |               |               |               |               |
| Этап Гран-при: NHK Trophy |               |               |               | 6             | 6             | 8             |               |               |               |               | 7             |               |
| Этап Гран-при: Internationaux de France                                                                                            |               |               |               |               |               | 7             |               |               | 4             |               |               |               |
| Этап Гран-при: Skate Canada |               |               |               |               |               |               | 5             |               |               | 10            |               |               |
| Этап Гран-при: Skate America |               |               |               |               |               |               |               |               |               |               | 9             | 5             |
| Этап Гран-при: Cup of China |               |               |               |               |               |               |               |               |               |               |               | 7             |
| Этап Гран-при: Италия |               |               |               |               |               |               |               |               | 4             |               |               |               |
| Этап Гран-при: Wilson Trophy |               |               |               |               |               |               |               |               |               | 2             |               |               |
| CS Мемориал Ондрея Непелы |               |               |               |               |               |               | 3             |               |               | 3             | 7             |               |
| CS Мордовские узоры |               |               | 5             |               |               |               |               |               |               |               |               |               |
| CS Таллинский Трофей |               |               | 3             |               |               |               |               |               |               |               |               |               |
| CS Кубок Ломбардии |               |               |               |               | 4             |               |               |               |               |               |               |               |
| CS Золотой конёк Загреба |               |               |               |               |               |               |               |               | 4             |               |               |               |
| CS Nebelhorn Trophy |               |               |               |               |               |               |               | 1             |               |               |               | 3             |
| CS Asian Open Trophy |               |               |               |               |               |               |               |               | 4             |               |               |               |
| Кубок Тироля |               |               |               | 1             | 1             | 1             |               |               |               |               |               |               |
| Ice Star |               |               |               |               |               | 1             |               |               |               |               |               |               |
| Tallinks Hotel Cup |               |               |               |               |               |               |               |               |               | 2             |               |               |
| Shanghai Trophy |               |               |               |               |               |               |               |               |               |               |               | 2             |
| Международные командные |               |               |               |               |               |               |               |               |               |               |               |               |
| Japan Open |               |               |               |               |               | 2/5^          | 1/6^          |               |               |               |               |               |
| Юношеские Олимпийские игры |               |               | 3/1^          |               |               |               |               |               |               |               |               |               |
| Национальные |               |               |               |               |               |               |               |               |               |               |               |               |
| Чемпионат Латвии |               |               | 1             | 1             | 1             |               | 1             |               |               |               |               |               |
| Первенство Латвии среди юниоров | 1             | 1             |               |               |               |               |               |               |               |               |               |               |
| Международные среди юниоров |               |               |               |               |               |               |               |               |               |               |               |               |
| Чемпионат мира (юниоры) | 8             | 7             | 8             |               |               |               |               |               |               |               |               |               |
| Юношеские Олимпийские игры |               |               | 2             |               |               |               |               |               |               |               |               |               |
| Этап Гран-при: Эстония |               | 4             |               |               |               |               |               |               |               |               |               |               |
| Этап Гран-при: Франция |               | 4             |               |               |               |               |               |               |               |               |               |               |
| Этап Гран-при: Латвия | 7             |               | 2             |               |               |               |               |               |               |               |               |               |
| Этап Гран-при: Польша | 10            |               | 2             |               |               |               |               |               |               |               |               |               |
| ЕЮОФ |               | 2             |               |               |               |               |               |               |               |               |               |               |
| Кубок Баварии | 1             |               |               |               |               |               |               |               |               |               |               |               |
| Международный кубок Ниццы | 1             |               |               |               |               |               |               |               |               |               |               |               |
| Кубок Volvo | 1             |               |               |               |               |               |               |               |               |               |               |               |
| CS — турнир серии «Челленджер» ^ — в командных соревнованиях первая цифра — командное место, вторая цифра — место в личном турнире |               |               |               |               |               |               |               |               |               |               |               |               |